# Konservatorium Straßburg

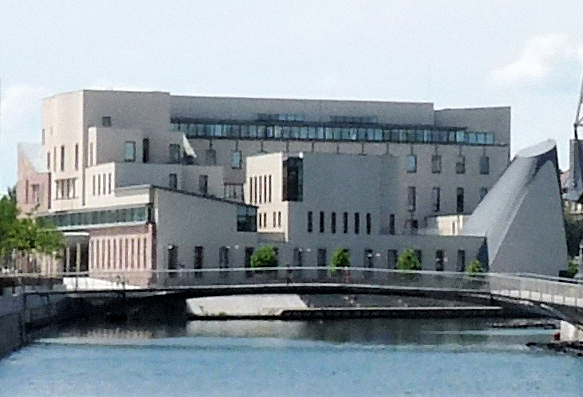
Straßburger Musikhochschule in der Cité de la musique et de la danse

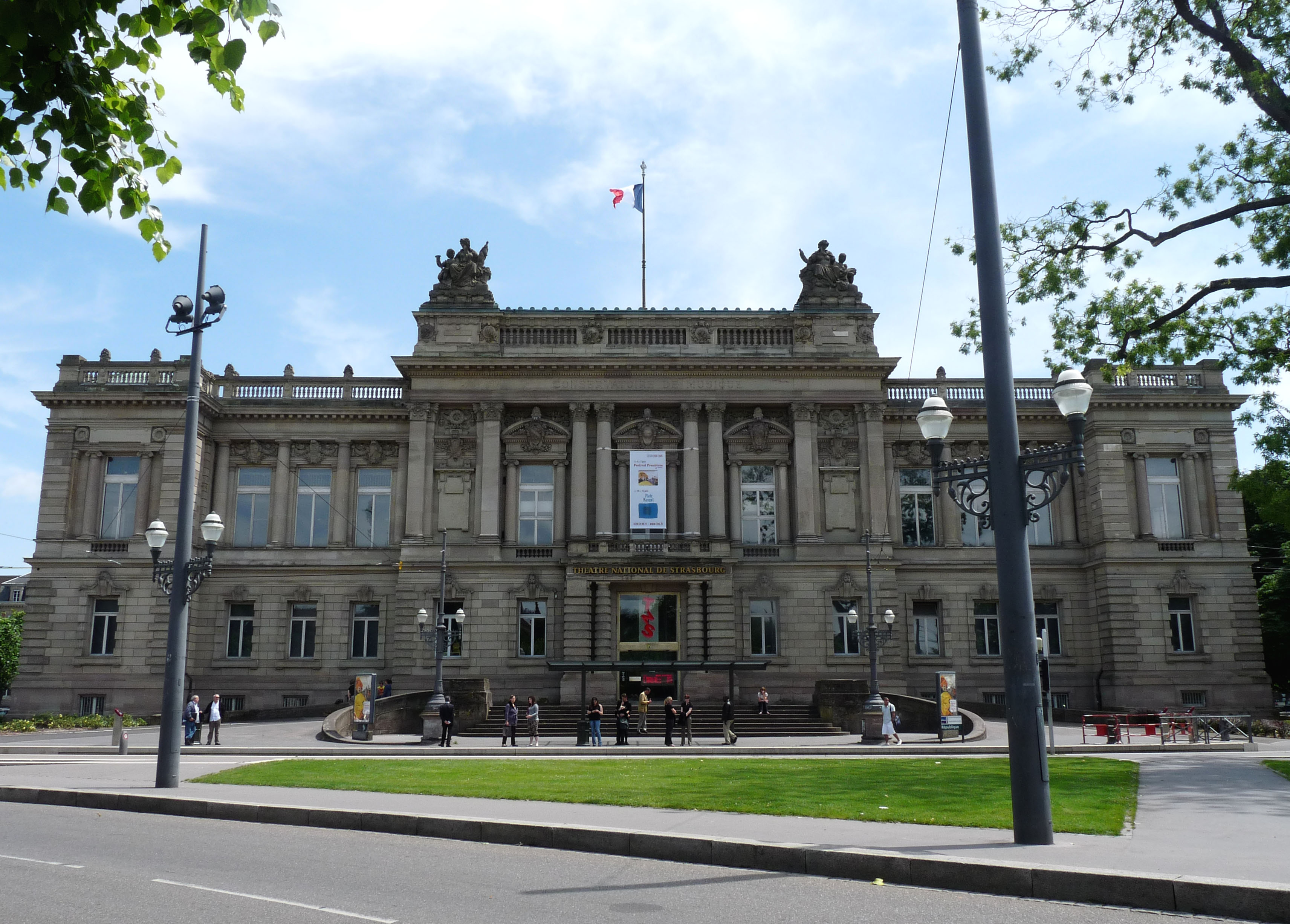
Gebäude des Konservatoriums bis 1995

Das Musik-Konservatorium Conservatoire de Strasbourg befindet sich in Straßburg, Elsass. Es nahm 1855 unter dem Namen Städtisches Conservatorium für Musik seinen Betrieb auf.

## Geschichte
Die Unterrichtsanstalt wurde 1839 durch finanzielle Zuwendungen des Kunstmäzens Louis Apffel an die Stadt Straßburg ermöglicht. Der erste Unterrichtstag war der 3. Januar 1855.
Das sehr ansehnliche Erbvolumen von Apffel ließ es zu, für die Gemeinde einen Wintergarten zu erbauen, in dem ein Symphonieorchester beheimatet war, das das zweite nach jenem in Paris darstellt.
1922 übersiedelte das Konservatorium in das Gebäude, das vom Straßburger Nationaltheater verwendet wurde. Bis ins Jahr 1995 teilte es das Gebäude mit dem Theater, als die Institution in zwei vorübergehenden Unterkünften in der Laiterie untergebracht wurden (4, rue Brûlée), bis zu jenem Zeitpunkt, als 2006 ein eigenes Zentrum fertiggestellt wurde, die Cité de la Musique et de la danse.